# Orthosia fuscatus
Orthosia fuscatus là một loài bướm đêm trong họ Noctuidae.